# Badia (geslacht)
Badia is een monotypisch geslacht van spinnen uit de  familie van de Palpimanidae.

## Soort
- Badia rugosa Roewer, 1961